# Наталија Стрејгнард
Наталија Стрејгнард (шп. Natalia Streignard) је венецуеланска глумица.

## Филмографија
| Година:    | Српски назив:        | Оригинални назив: | Улога:                                                           |
| ---------- | -------------------- | ----------------- | ---------------------------------------------------------------- |
| 2008.      | Тајне и лажи         |                   | Андреа Роблес Конде де Ландерос                                  |
| 2005—2006. | Олуја страсти        |                   | Марија Тереса Монтиља                                            |
| 2004—2005. | /                    |                   | Аријана Дупонт Аристизабел де Контрерас                          |
| 2002.      | Моја слатка дебељуца |                   | Валентина Виљануева Ланз де Виљануева / Беља де ла Роса Монтијел |
| 2001.      | /                    |                   | Исабел Дијаз Антони                                              |
| 2001.      | Соледад              |                   | Дебора Гутијерез                                                 |
| 2000.      | Ти си моја судбина   |                   | Софија Девеса Лејва                                              |
| 1998.      | Жена мог живота      |                   | Барбарита Руиз де Монтесинос                                     |
| 1996.      | /                    |                   | Сол Ромеро                                                       |
| 1995.      | /                    |                   | Марија Лаура Андуеза                                             |
| 1993.      | /                    |                   | Анхелина                                                         |